# Busunfall von Millas

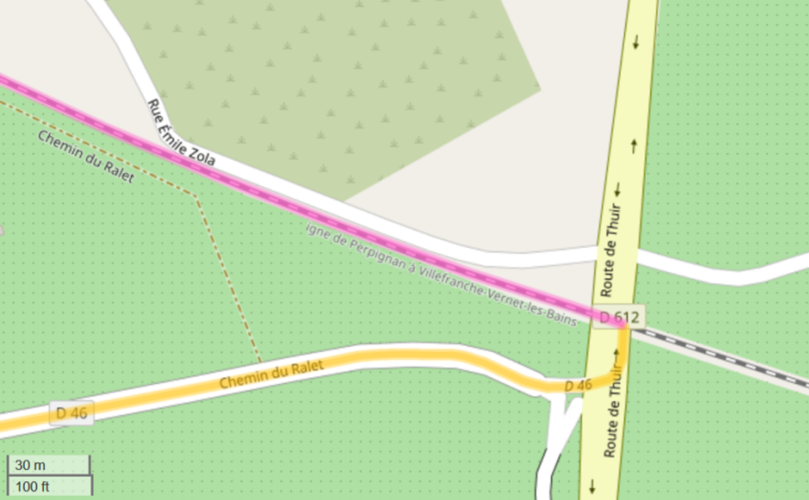
Lageplan der Unfallstelle. Gelb: Fahrstrecke des Busses. Violett: Fahrstrecke des Zuges.

Bei dem Busunfall von Millas stießen am 14. Dezember 2017 gegen 16 Uhr auf einem Bahnübergang in der südfranzösischen Gemeinde Millas bei Perpignan ein Schulbus und ein Regionalzug zusammen. Bei dem Unglück fanden sechs von 23 Kindern und Jugendlichen im Bus den Tod, alle anderen wurden zum Teil schwer verletzt. Besondere Beachtung fand der Unfall außer wegen der relativ hohen Zahl jugendlicher Opfer, die alle aus demselben kleinen Ort stammten, aufgrund widersprüchlicher Zeugenaussagen zu den Unfallumständen. Die Bahnstrecke war als Folge des Unglücks zweieinhalb Jahre lang außer Betrieb.

## Unfallhergang

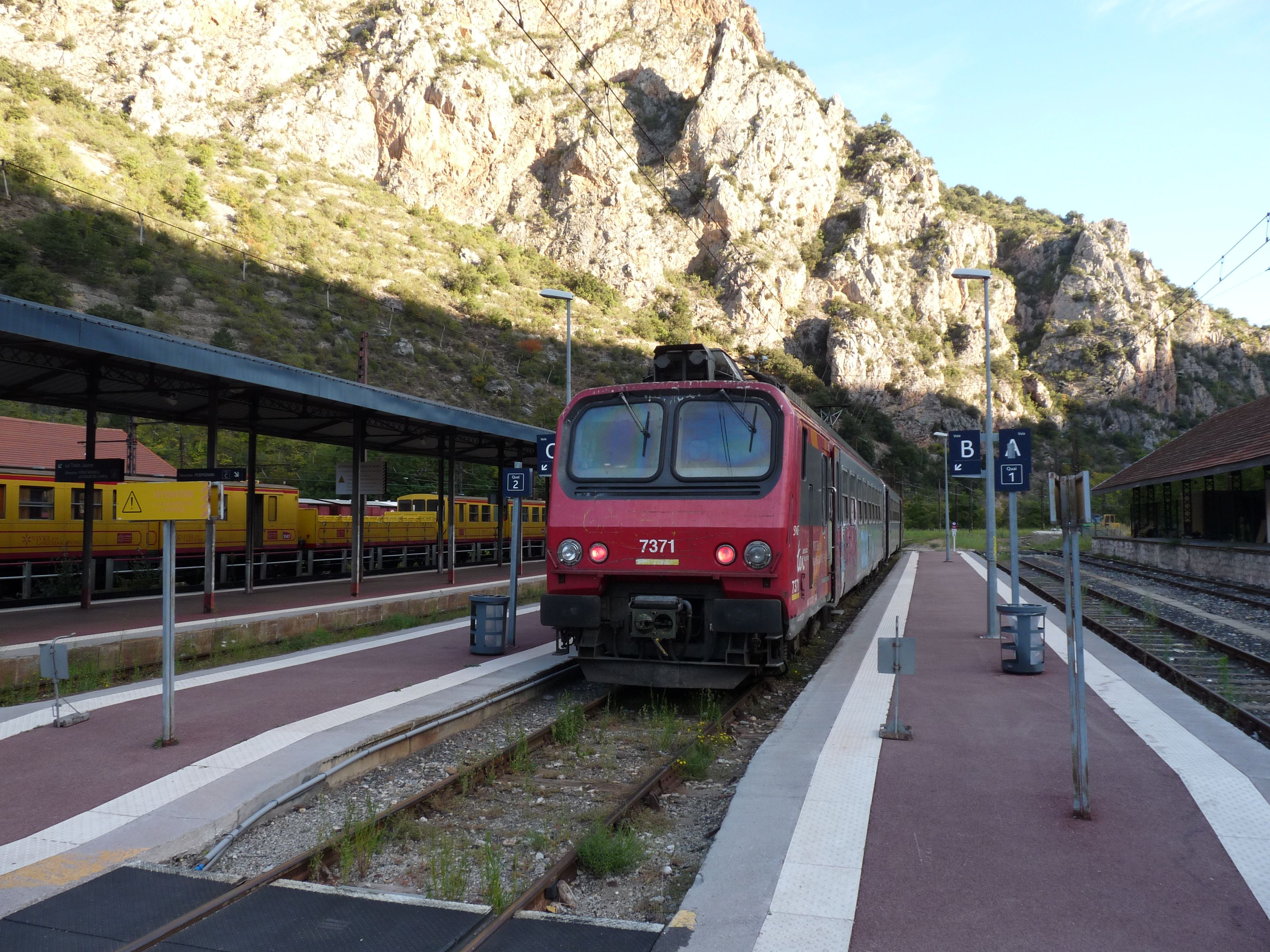
Triebwagenzug der Baureihe SNCF Z 7300 im Bahnhof Villefranche-de-Conflent (2015); dieser Baureihe gehörte auch der verunglückte Zug an.

Der Unfall ereignete sich um 16:07 Uhr am Bahnübergang Nr. 25 zwischen Millas und Saint-Féliu-d’Amont unweit von Perpignan im Département Pyrénées-Orientales. Dort überquert die Route départementale 612 die Bahnstrecke Perpignan–Villefranche-de-Conflent. Der Schulbus, der Schüler der Sekundarschule Collège Christian-Bourquin in Millas an Bord hatte, die auf dem Weg nach Hause waren, war zunächst in östlicher Richtung auf der Straße Chemin du Ralet (D 46) unterwegs. Von dieser bog er links auf die D 612 (Route de Thuir) ab und überquerte unmittelbar darauf den mit automatischen Halbschranken ausgestatteten Bahnübergang. Dabei wurde er von einem zwischen Villefranche-de-Conflent und Perpignan verkehrenden TER-Regionalzug erfasst und in zwei Stücke gerissen.
Rettungskräfte trafen ab 16:15 Uhr ein. Um 16:30 Uhr löste die Präfektur des Départements Pyrénées-Orientales Katastrophenalarm mit Einsatzplänen für die Versorgung vieler Verletzter aus. Am Unfallort waren 95 Feuerwehrleute, 52 Gendarmen und 12 Angehörige des SAMU sowie vier Rettungshubschrauber im Einsatz.

## Opfer
Von den 23 Kindern und Jugendlichen im Bus starben vier noch an der Unfallstelle; zwei weitere erlagen bis zum 18. Dezember ihren Verletzungen. Alle weiteren Personen im Bus wurden schwer verletzt. Mit Ausnahme der Busfahrerin waren alle Verletzten und Toten 11 bis 17 Jahre alt und stammten aus der Gemeinde Saint-Féliu-d’Avall. Die Verletzten wurden in die Krankenhäuser von Montpellier, Toulouse und Perpignan gebracht.
Die zum Zeitpunkt des Unglücks 46 Jahre alte Busfahrerin befand sich  nach Medienangaben noch im Februar 2018 wegen der Folgen des Unfalls in stationärer psychiatrischer Behandlung.
In dem mit etwa 30 Personen besetzten Zug gab es keine ernsthaft Verletzten.

## Ermittlungen
Die Leitung der strafrechtlichen Ermittlungen übernahm die Dienststelle zur Untersuchung von Großunfällen der Staatsanwaltschaft Marseille. Auf einer ersten Pressekonferenz vom Folgetag des Unglücks teilte der Marseiller Staatsanwalt Xavier Tarabeux mit, die Geschwindigkeit des Zuges zum Zeitpunkt des Unfalls habe etwa 70 km/h betragen und sei damit deutlich unterhalb des an der Stelle maximal zulässigen Wertes von 100 km/h gelegen. Die Geschwindigkeit des Busses sei sehr gering gewesen. Überhöhte Geschwindigkeit eines der beiden Fahrzeuge schloss er damit aus. Sofort nach dem Unfall entnommene Blutproben bei den Fahrern der beteiligten Fahrzeuge zeigten keinen Alkoholgehalt.
Zur Frage, ob die Schranken des Bahnübergangs bei der Einfahrt des Busses in diesen offen oder geschlossen gewesen seien, widersprachen sich die Zeugenaussagen, und zwar sowohl jene der überlebenden Fahrgäste des Busses als auch die mehrerer unbeteiligter Augenzeugen, darunter Insassen eines dem Unglücksfahrzeug folgenden weiteren Schulbusses. Die Fahrerin des Busses beteuerte, die Schranken seien geöffnet und die Warnleuchten nicht aktiv gewesen. Die beiden im Führerstand des TER anwesenden Lokomotivführer wiederum gaben an, der Bus habe die Schranke weggeschoben, überfahren und sei dann weiter auf den Bahnübergang gefahren. Diese Aussage wurde von zwei Personen gestützt, die sich dem Bahnübergang in der dem Bus entgegengesetzter Fahrtrichtung genähert hatten und erklärten, sie hätten angehalten, weil die Schranken sich geschlossen hätten und die Lichtsignale aktiv gewesen seien. Am Ende der strafrechtlichen Ermittlungen hatte eine Mehrheit von 23 Zeugen, darunter zahlreiche jugendliche Passagiere des verunfallten Fahrzeugs und eines weiteren, hinter diesem fahrenden Schulbusses, erklärt, die Schranken seien geöffnet gewesen, wohingegen nur sechs Zeugen sie als geschlossen in Erinnerung hatten. Vier Personen sagten aus, die Schranken seien „dabei gewesen, sich zu schließen“.
Die ersten technischen Untersuchungen hatten, wie Staatsanwalt Tarabeux bereits am 17. Dezember 2017 bekanntgab, ergeben, dass die Gelenkeinheit der Schranke sich in geschlossenem Zustand befunden habe.
Gegen die Busfahrerin wurde am 20. Dezember 2017 ein Ermittlungsverfahren wegen des Verdachts der fahrlässigen Tötung eröffnet.
Zusätzlich zur Staatsanwaltschaft Marseille leiteten die Eisenbahngesellschaft SNCF und die staatliche Untersuchungsstelle für Unfälle im Landverkehr, BEA-TT, Untersuchungen ein.
Ende Dezember 2017 wurde das Ergebnis der internen Untersuchung der SNCF bekannt. Demnach hätten die technischen Einrichtungen an dem Bahnübergang zum Zeitpunkt des Unfalls einwandfrei funktioniert. Insbesondere seien die Schranken geschlossen gewesen, die Rotlichtanlage und das akustische Warnsignal hätten ebenfalls funktioniert. Der Zug habe neun Minuten Verspätung gehabt.
Anfang Oktober 2018 kamen die Ergebnisse eines technischen Gutachtens an die Öffentlichkeit, das von den Strafermittlungsbehörden in Auftrag gegeben worden war. Danach sei der Unfall auf menschliches Versagen seitens der Busfahrerin zurückzuführen. Diese habe ihr Fahrzeug zunächst auf etwa 12 km/h beschleunigt und dann eine Vollbremsung durchgeführt. Der Grund für die Bremsung könne nur das Hindernis in Form der geschlossenen Bahnschranke gewesen sein. Der Anwalt der Fahrerin hielt dem entgegen, bei einer so geringen Geschwindigkeit sei bei einer Vollbremsung der Bremsweg bei weitem nicht so lang, dass der Bus noch bis an seine Position zum Kollisionszeitpunkt gerollt sein könne. Einen Einfluss des Schlafmittels Zopiclon, das die Busfahrerin bereits längere Zeit vor dem Unfall verschrieben bekommen und auch am Abend vor dem Unglück genommen hatte, auf ihre Fahrtüchtigkeit schloss ein medizinisches Gutachten im Dezember 2018 aus.
Der Ergebnisbericht der technischen Untersuchung des Unfalls durch das BEA-TT erschien am 17. Mai 2019. Die technischen Ermittlungen stützten sich auf die Akten von Gendarmerie, Untersuchungsrichter und Staatsanwaltschaft, auf Expertengutachten sowie auf mehrere Lokaltermine an der Unfallstelle. Wie bereits zuvor die SNCF und die Strafermittlungsbehörden kam die staatliche Unfalluntersuchungsstelle zu dem Ergebnis, dass es keine Fehlfunktionen im Bahnverkehr gegeben habe, dass die Sicherheitsvorrichtungen an dem Bahnübergang bestimmungsgemäß funktioniert hätten und die unmittelbare Unfallursache das Befahren des Bahnübergangs durch den Bus trotz geschlossener Schranke und rotem Blinklicht gewesen sei. Die Busfahrerin habe vermutlich nicht wahrgenommen, dass der Bahnübergang geschlossen gewesen sei.
Unter den Faktoren, die zu dem Fehler und damit mittelbar zum Unfall beigetragen haben könnten, identifizierte das BEA-TT zunächst den Umstand, dass das Überqueren des Bahnübergangs unmittelbar nach dem Linksabbiegen erfolgen musste. Die Geometrie und Ausgestaltung der Einmündung der D 46 in die D 612 erforderten, so der Bericht, die Aufmerksamkeit des Fahrers eines jeden Fahrzeugs von der Größe des Busses während des gesamten Abbiegevorgangs, um das Überfahren von Verkehrsinseln und Gehwegen zu vermeiden. Dies reduziere zwangsläufig die Aufmerksamkeit für den Bahnübergang, während sich das Fahrzeug diesem nähere. Insbesondere sei auch das Ergebnis einer Inspektion des Bahnübergangs im Jahr 2009 offenkundig falsch, demzufolge der Übergang „ausreichend weit entfernt von erwähnenswerten Punkten, insbesondere vom Typ Kreuzung oder Einmündung“ sei, denn auf beiden Seiten des Bahnübergangs befinde sich jeweils eine Kreuzung im Abstand von nur 25 m zum Übergang. Beim Blick nach links durch die Fahrerin, als diese das Verkehrszeichen Vorfahrt gewähren an der Einmündung passierte, habe das rote Blinklicht des Bahnübergangs im Übrigen teilweise durch einen Holzpfosten verdeckt sein können. Als die Busfahrerin das Abbiegemanöver beendet habe, ihr Fahrzeug sich auf der D 612 parallel zur Fahrbahn befunden und sie ihren Blick wieder nach vorn habe richten können, habe sich der geschlossene Schlagbaum des Bahnübergangs bereits im toten Winkel vor dem Bus befunden und sei damit für die Lenkerin nicht mehr sichtbar gewesen. Dass der Bus die Schranke umbog, habe sie vermutlich aufgrund der großen Masse des Fahrzeugs nicht bemerkt. Zu alledem habe die Busfahrerin den Bahnübergang sechsmal täglich überquert, jedoch noch nie zuvor dort anhalten müssen, um einen Zug passieren zu lassen.

## Folgen
Noch am Tag des Unglücks begaben sich der französische Premierminister Édouard Philippe und Verkehrsministerin Elisabeth Borne an die Unfallstelle. Die Schule, aus der die Verunglückten stammten, öffnete am Folgetag des Unfalls ihre Pforten lediglich zur psychologischen Betreuung der Mitschüler, Eltern und Lehrer.
Am 2. Januar 2018 gab Guillaume Pepy, der Präsident der SNCF, bekannt, dass sein Unternehmen nach Wegen suche, Bahnübergänge sicherer zu machen. Insbesondere sei ein neuartiges Radarsystem in Entwicklung, das die Anwesenheit von Fahrzeugen auf Übergängen detektiere, woraufhin die Fahrstrom-Zufuhr unterbrochen werde. Diese Systeme seien bereits an sechs Stellen in Erprobung, sagte Pepy, gab jedoch zu bedenken, dass sie den Unfall von Millas nicht hätten verhindern können, da der Bus praktisch gleichzeitig mit dem Zug in den Bahnübergang eingefahren sei. Pepy regte auch an, die Rotlichtanlagen für den Straßenverkehr zu erweitern und um Radaranlagen zur Ahndung von Verstößen zu erweitern.
Der Bahnübergang über die Départementstraße 612 wurde erst am 22. August 2018, mehr als acht Monate nach dem Unglück, wieder für den Straßenverkehr geöffnet. Die Bahnstrecke Perpignan–Villefranche-de-Conflent war noch weit über zwei Jahre nach dem Unfall außer Betrieb; Verbände der Bahnbenutzer äußerten während dieser Zeit den Verdacht, die Ermittlungen seien nurmehr Vorwand für die Vorbereitung einer endgültigen Stilllegung der Linie durch die SNCF. Ende Oktober 2019 gab die Präfektur des Départements Pyrénées-Orientales bekannt, dass die Wiedereröffnung für die zweite Märzhälfte 2020 geplant sei. Schließlich wurde am 21. Mai 2020 der Verkehr zunächst auf der Teilstrecke zwischen Perpignan und Ille-sur-Têt wieder aufgenommen, am 31. August 2020 dann weiter bis Prades. Das letzte Teilstück bis Villefranche-de-Conflent wurde am 16. November 2020 wieder in Betrieb genommen.
Infolge des Unfalls und der Untersuchung des BEA-TT wurde die Kreuzung neben dem Bahnübergang umgebaut, um den Busverkehr zu erleichtern.

## Strafprozess

### Erstinstanzliches Verfahren 2022
Nahezu fünf Jahre nach dem Unglück begann in Marseille am 19. September 2022 der Strafprozess in erster Instanz gegen die Busfahrerin. Er war zunächst bis zum 7. Oktober anberaumt. Um Zuhörern in Perpignan die Verfolgung der Verhandlung zu ermöglichen, wurde sie in einen eigens dafür reservierten Raum dort übertragen. Zu Beginn des Verfahrens bekräftigte die Angeklagte unter Tränen, dass am Bahnübergang die Schranken offen und keinerlei Licht- oder Tonsignale aktiv gewesen seien, als sie in ihn eingefahren sei. Sie habe keine Erinnerung daran, den nahenden Zug zu irgendeiner Zeit gesehen zu haben. Die Ermittler räumten ein, dass die Mehrheit der befragten Augenzeugen erklärt hätten, die Schranken seien offen gewesen. Die technisch wahrscheinlichste Hypothese sei jedoch das Gegenteil, wofür es ebenfalls Zeugenaussagen gab. Ein Autofahrer etwa, der in seinem Wagen auf der anderen Seite des Bahnübergangs gewartet hatte, sagte aus, die Schranken seien geschlossen gewesen und der Schulbus habe diejenige auf seiner Seite „ruhig, als drücke man sie von Hand“ weggeschoben. Am 22. September musste die Verhandlung unterbrochen werden, weil die Angeklagte im Gerichtssaal zusammengebrochen war und ins Krankenhaus eingeliefert wurde.
Der Prozess wurde in Abwesenheit der Angeklagten fortgeführt. Am 18. November 2022 wurde das erstinstanzliche Urteil verkündet: die Busfahrerin wurde der fahrlässigen Tötung und fahrlässigen Körperverletzung in allen Fällen schuldig gesprochen und zu fünf Jahren Freiheitsstrafe verurteilt, davon vier auf Bewährung. Das bleibende Jahr ohne Bewährung sollte sie mit elektronischer Fußfessel zuhause verbringen. Außerdem wurden ein fünfjähriges Fahrverbot sowie ein lebenslanges Verbot jeder Berufsausübung im Bereich Transport verhängt. Die Verteidigung legte umgehend Berufung ein. Auch die Nebenkläger zeigten sich mit dem Urteil unzufrieden.
Eltern der toten Kinder beklagten gegen Ende des erstinstanzlichen Prozesses Verschwörungstheorien und Hassnachrichten in großem Umfang, denen zufolge sie die Busfahrerin zu Unrecht beschuldigten und Belastungszeugen, darunter auch überlebende Kinder, von der SNCF durch Bestechung zu Falschaussagen bewegt worden seien. Diesem Phänomen, das die Rollen von Opfer und Täter in ihr Gegenteil verkehre, seien sie über soziale Medien und direkte Kontakte, etwa per Telefon, ausgesetzt.

### Berufungsverfahren 2024
Das Berufungsverfahren begann am 7. Oktober 2024 am Berufungsgericht Aix-en-Provence und war angesetzt bis zum 25. Oktober 2024. Wiederum gab es eine Übertragung der Verhandlung in einen Saal in Perpignan. Die Busfahrerin blieb bei ihrer Aussage, dass die Schranken des Bahnübergangs geöffnet gewesen seien. Am dritten Verhandlungstag, dem 9. Oktober, erlitt sie, nachdem drei bei dem Unfall verletzte Insassen des Busses ausgesagt hatten, wie bereits in der erstinstanzlichen Verhandlung einen Zusammenbruch, der stationäre Behandlung erforderlich machte und dazu führte, dass der Prozess ohne sie fortgesetzt wurde. Am 17. Oktober wurde bekannt, dass zwar bereits mehrere Tage zuvor aus dem Krankenhaus entlassen worden war, dem Prozess aber aus medizinischen Gründen bis zum Ende fernbleiben werde. Unter den 123 Nebenklägerparteien stieß dies auf Empörung. Der Staatsanwalt forderte in seinem Schlussplädoyer fünf Jahre Haft, davon zwei ohne Bewährung. Damit ging er über die Forderung der Anklage aus dem Prozess in erster Instanz, der das erstinstanzliche Urteil entsprochen hatte, hinaus. Er beklagte insbesondere die „Realitätsverweigerung“ der Angeklagten, die den Nebenklägern einen weiteren Prozess aufgezwungen habe, ohne sich selbst dem Verfahren zu stellen. Die Verteidigung forderte erneut einen Freispruch. Das Urteil wurde für den 7. Februar 2025 angekündigt.

## Erfahrungsbericht eines Elternpaars
Ende 2023 erschien ein Buch, in dem die Eltern eines der Opfer ihre Erlebnisse und die Aufarbeitung des Schicksalsschlags schildern.